# Ficedula buruensis
El papamoscas de Buru (Ficedula buruensis) es una especie de ave paseriforme de la familia Muscicapidae.

## Distribución geográfica y hábitat
Es endémica de las selvas de las Molucas (Indonesia).

## Subespecies
Se reconocen las siguientes:
- F. b. buruensis (Hartert, 1899) - Buru
- F. b. ceramensis (Ogilvie-Grant, 1910) - Ceram y la cercana Kelang
- F. b. siebersi (Hartert, 1924) - Kai Besar

## Estado de conservación
Se encuentra ligeramente amenazada por la pérdida de su hábitat natural.